# Oh Madonna
| Recensione | Giudizio |
| ---------- | -------- |
| InYourEyes | Positivo |
| Rockit     | Positivo |

Oh Madonna è il secondo album in studio del rapper italiano Ketama126, pubblicato per le etichette discografiche indipendenti Asian Fake e Soldy Music il 6 giugno 2017.

## Descrizione
Riguardo al titolo dell'album, il rapper romano si è espresso così in un'intervista rilasciata per il webzine Unfolding Roma:
In un'ulteriore intervista rilasciata per L'Officielle, Ketama ha lasciato la seguente dichiarazione circa l'album:

## Tracce
Testi di Piero Baldini, eccetto dove indicato.
1. Mappamondo – 2:26 (musica: Drone126)
2. Piccolo Kety – 2:39 (musica: G Ferrari)
3. Canadair (feat. Carl Brave) – 3:36 (testo: Baldini, Carlo Coraggio – musica: Drone126, Carl Brave)
4. Fiocco di neve – 2:55 (musica: Ketama126, Drone126)
5. Giuro su Dio – 3:06 (musica: Nino Brown, Ketama126)
6. Dolcevita – 3:03 (musica: Ketama126)
7. Borsello pieno – 2:51 (musica: G Ferrari)
8. Pantani – 2:58 (musica: Drone126)
9. Lacoste (feat. Pretty Solero) – 3:07 (testo: Baldini, Sean Michael Loria – musica: G Ferrari)
10. Brrr – 3:15 (musica: Nino Brown)
11. Oh Madonna – 2:38 (musica: Kamyar, Ketama126)
12. Triste (feat. Franco126) – 3:47 (testo: Baldini, Federico Bertollini – musica: Drone126)
13. Nuvole – 2:12 (musica: Drone126)

## Formazione
Musicisti
- Ketama126 – voce
- Carl Brave – voce aggiuntiva (traccia 3)
- Pretty Solero – voce aggiuntiva (traccia 9)
- Franco126 – voce aggiuntiva (traccia 12)
- Adalberto Baldini – sassofono (traccia 13)

Produzione
- Ketama126 – produzione (tracce 4–6 e 11), missaggio, registrazione
- Drone126 – produzione (tracce 1, 3, 4, 8, 12 e 13)
- G Ferrari – produzione (tracce 2, 7 e 9)
- Carl Brave – produzione (traccia 3)
- Nino Brown – produzione (tracce 5 e 10)
- Kamyar – produzione (traccia 11)